# Napoleón: La última batalla
Napoleón: La última batalla es una película coproducción de Francia y Reino Unido cuyo nombre original es Monsieur N. dirigida por Antoine de Caunes  que se estrenó en 2003. Narra la historia de Napoleón Bonaparte en su exilio en la isla de Santa Elena así como su muerte, el traslado de sus restos a Francia para ser depositados en el panteón en Los Inválidos el 15 de diciembre de 1840 y los interrogantes que se plantean sobre su vida en la isla y su fallecimiento.

## Reparto
- Philippe Torreton … Napoleón Bonaparte
- Richard E. Grant …El gobernador Hudson Lowe
- Jay Rodan … Basil Heathcote
- Elsa Zylberstein… Albine de Montholon
- Roschdy Zem … Gran mariscal Bertrand
- Bruno Putzulu …Cipriani
- Stéphane Freiss …General Montholon
- Frédéric Pierrot … General Gourgaud
- Siobhan Hewlett … Betsy Balcombe
- Peter Sullivan … Thomas Reade
- Stanley Townsend…: Dr O'Meara
- Igor Skreblin … Ali
- Blanche de Saint-Phalle … Fanny Bertrand
- Jake Nightingale … Carpenter
- Bernard Bloch … Von Hogendorp

## La historia y el filme
Los historiadores han desarrollado distintas hipótesis sobre el final de Napoleón, de las cuales hay tres principales: la versión oficial es que murió en 1821 por una afección al estómago similar a la que había tenido su padre y sus restos están en el panteón de París, otra afirma que fue envenenado con arsénico y una tercera dice que el cuerpo enterrado oficialmente no era el de Napoleón sino de su amigo y sirviente porque los verdaderos restos fueron entregados al monarca inglés Jorge IV.
Este filme aprovecha en su trama elementos de las tres versiones, omitió algunos personajes que estuvieron en la isla e incorporó otros fruto de la combinación de personajes que realmente existieron. Así, no aparece el Conde de Las Cases, principal confidente de Napoleón durante su primer año en la isla, ni Marchand, su último ayudante de cámara. El personaje de Basil Heathcote es creado como una combinación de los distintos oficiales que estuvieron en la  isla.

## Comentario
Doris Ioumarkine opinó sobre el filme:

“el director…hace casi todo bien. Casting, actuación, producción, guion y el ritmo de todos ellos, para un gran entretenimiento dirigido a una gama amplia de espectadores, en el agradable envoltorio de una convincente isla de Santa Elena.. El guionista Rene Manzor ha elaborado un misterio inteligente y matizado utilizando algunos dispositivos fiables: la voz ligeramente tonta de un testigo confiable de lo que pudo haber ocurrido y algunos flash-forwards igualmente provocadores que intensifican cada vez más la intriga…Las actuaciones son excelentes, especialmente Torreton como el astuto, brillante, fuerte, seductor exconquistador. Como espectáculo, la película deslumbra con sus interiores acogedores, mohosos y exteriores exuberantes. Cada cuadro respira autenticidad y la historia detallada, por muy tortuosa que sea, nunca confunde.

## Nominaciones
Premios Cesar 2004 Francia.
- Stephan Eicher, nominado al Premio a la Mejor Música compuesta para una película.
- Pierre Aïm, nominado al Premio a la Mejor Fotografía
- Patrick Durand, nominado al Premio al Mejor diseño de producción.
- Carine Sarfati, nominada al Premio al Mejor Vestuario.